# Annona purpurea
Annona purpurea Moc. & Sessé ex Dunal, 1817 è una pianta tropicale appartenente alla famiglia Annonaceae, coltivata per il suo frutto, la soncoia. 
Vari sono gli appellattivi con cui il frutto è noto nei luoghi di coltivazione: "sincuya", "chincuya", "toreta".

## Descrizione
Il soncoio è un albero che non raggiunge grandi altezze, al massimo 8-10 metri ed ha foglie grandi e decidue. I fiori sono molto profumati. Il frutto, simile per forma a quella della più famosa cerimoia, è anch'esso commestibile: misura 15–20 cm e presenta una buccia verde-marrone e una polpa di colore arancione con consistenza fibrosa e un aroma che ricorda certe varietà di mango, ed avvolge parecchi semi.

## Distribuzione e habitat
La specie  fu identificata per la prima volta dai botanici José Mariano Mociño e Martín Sessé durante l'esplorazione botanica al Viceregno della Nuova Spagna (1787-1803) inviata dal re Carlo III.
La specie cresce nei bassopiani del Messico meridionale, dell'America centrale (Belize,  Costa Rica, El Salvador, Guatemala, Honduras, Nicaragua, Panama, Trinidad and Tobago) e della parte settentrionale del Sud America (Colombia e Venezuela).
Ama i climi caldo-umidi, essendo un fruttifero essenzialmente equatoriale.